# Форум «Азія — Європа»

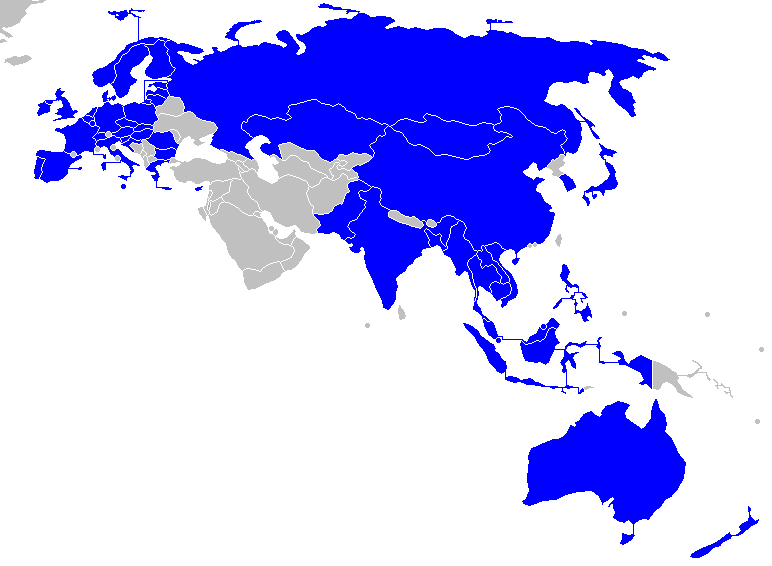
Члени форуму

Члени форуму

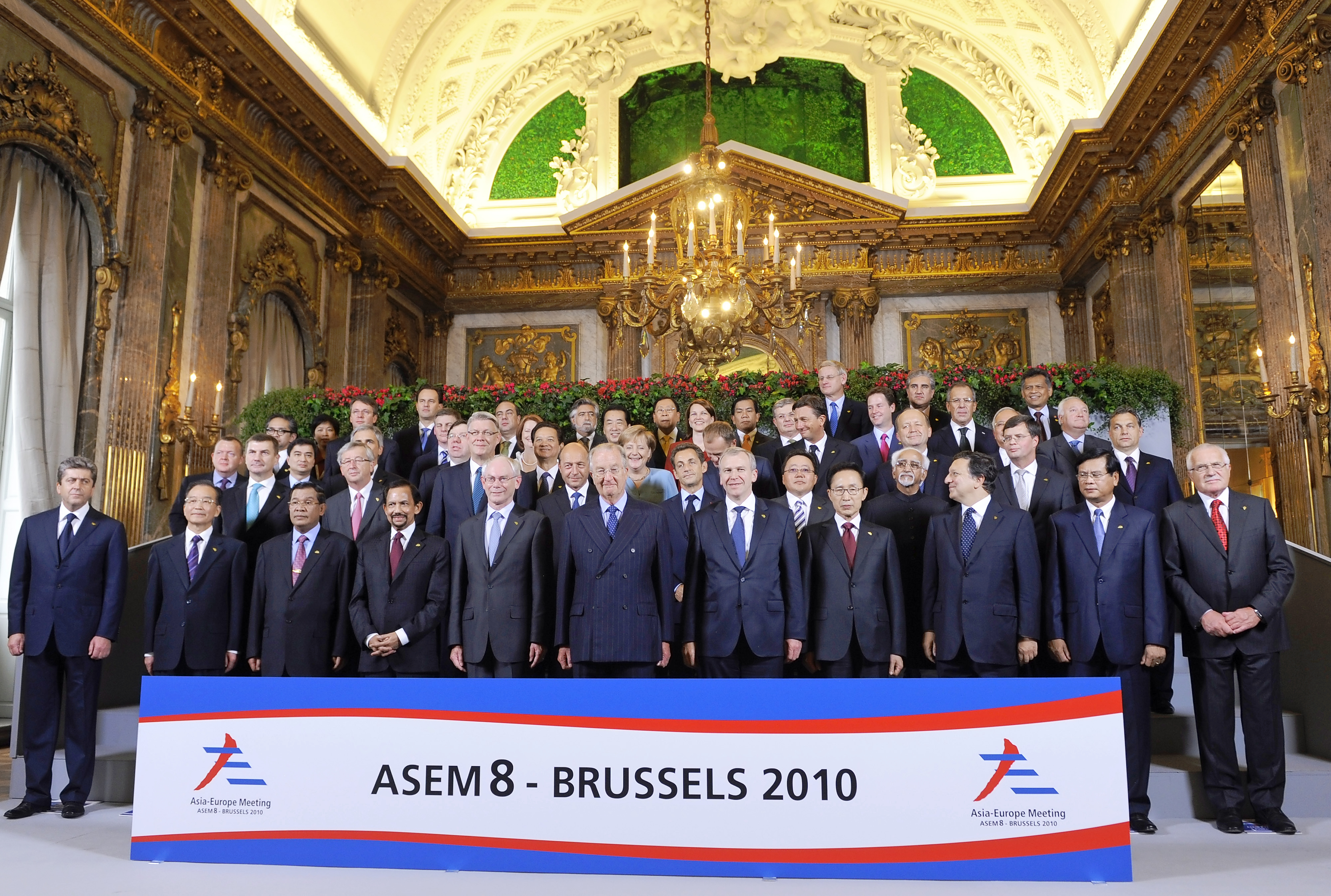
Asia–Europe Meeting in 2010, Brussels

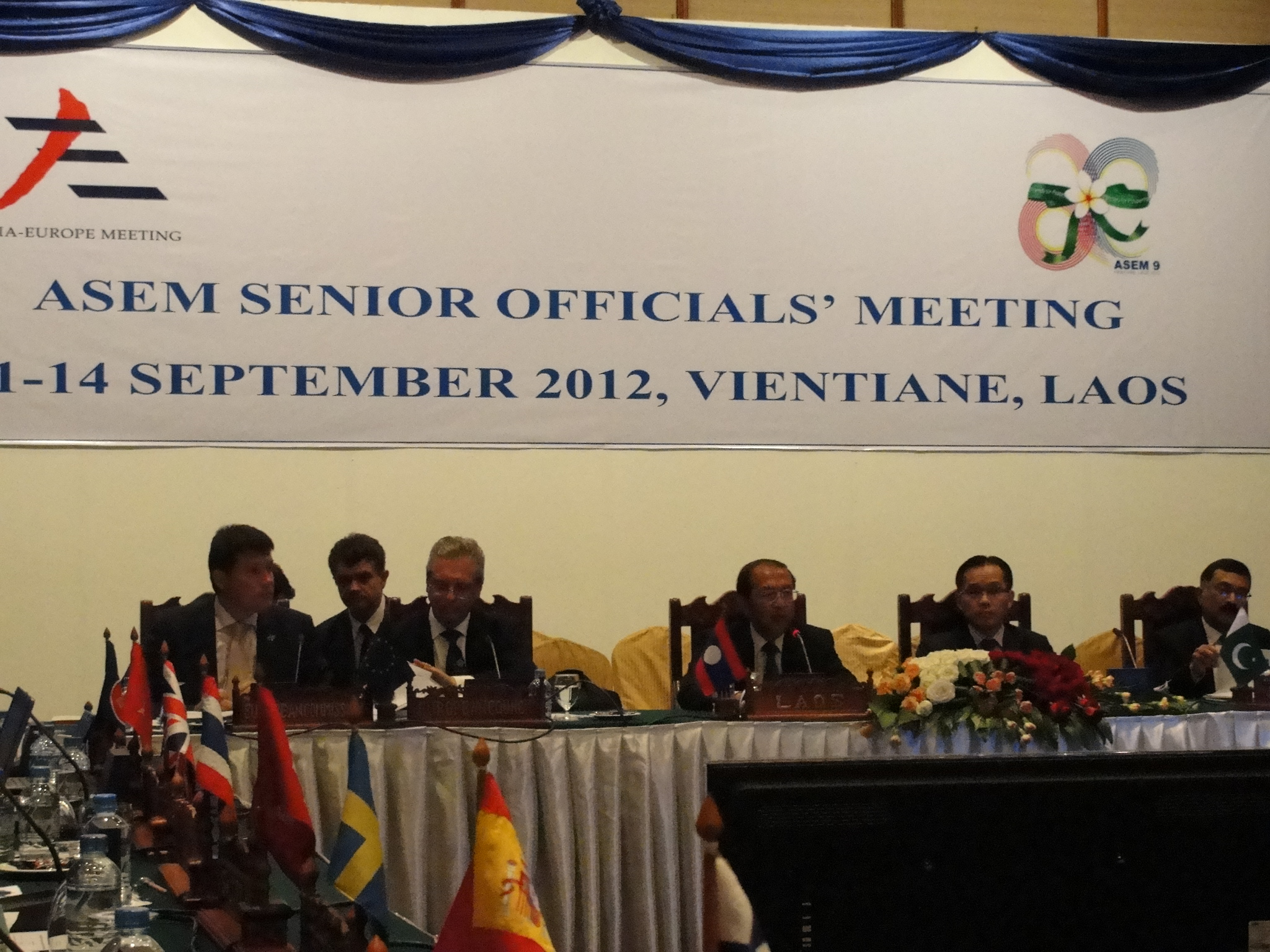
Зустріч старших посадових осіб АСЕМ у В'єнтьяні, вересень 2012

ASEM (англ. Asia–Europe Meeting), форум «Азія — Європа» — міжнародна організація, що об'єднує країни Східної Азії та Європи. Заснована в 1996 році. Основною метою форуму є розвиток співробітництва країн-учасниць у сфері політики, безпеки, фінансово-економічної, соціально-культурної сфер і транспорту.
До складу ASEM входить 51 член, в тому числі 30 від європейської групи (27 держав-членів ЄС та Єврокомісія, Норвегія та Швейцарія) і 18 від азійської (10 держав-членів АСЕАН, Китай, Японія, Республіка Корея, Індія, Пакистан, Монголія, Бангладеш і Секретаріат АСЕАН), а також Австралія, Нова Зеландія та Росія.
На членів форуму припадає 2/3 світової торгівлі та близько 60 % світового валового продукту.

## Історія
Перший форум «Азія-Європа» скликаний в 1996 з ініціативи Франції та Сінгапуру.
Членами АСЕМ станом на жовтень 2014 є:
- Австралія
- Бангладеш
- Бруней
- В'єтнам
- Індія
- Індонезія
- Казахстан
- Камбоджа
- КНР
- Лаос
- Малайзія
- Монголія
- М'янма
- Нова Зеландія
- Норвегія
- Пакистан
- Росія
- Сінгапур
- Таїланд
- Філіппіни
- Хорватія
- Швейцарія
- Південна Корея
- Японія
- країни-члени  Європейський Союз

## Хронологія зустрічей
- 1996 ASEM 1, Бангкок,  Таїланд
- 1998 ASEM 2, Лондон,  Велика Британія
- 2000 ASEM 3, Сеул,  Південна Корея
- 2002 ASEM 4, Копенгаген,  Данія
- 2004 ASEM 5, Ханой,  В'єтнам
- 2006 ASEM 6, Гельсінкі,  Фінляндія. На цій зустрічі  Монголія,  Індія та  Пакистан отримали запрошення брати участь в майбутніх форумах АСЕМ.
- 2008 ASEM 7, Пекін,  КНР
- 2010 ASEM 8, Брюссель,  Бельгія
- 2012 ASEM 9, В'єнтьян,  Лаос
- 2014 ASEM 10, Мілан,  Італія
- 2016 ASEM 11, Улан-Батор,  Монголія